# Erik Brissle
Erik Klas Sigvard Brissle, född 19 september 1996 i Linköping, är en svensk före detta professionell ishockeyspelare. Brissle gjorde seniordebut under säsongen 2015/16 i SHL med moderklubben Linköping HC. Samma säsong spelade han också ett antal matcher för IF Sundsvall Hockey i Hockeyallsvenskan, innan han lämnade Linköping för spel med Visby/Roma HK i Hockeyettan. Inför säsongen 2017/18 anslöt Brissle BIK Karlskoga i Hockeyallsvenskan, men fick en stor del av säsongen förstörd då han bröt båtbenet. Vid sin comeback blev han snart utlånad till Visby/Roma och hann endast spela två matcher för Karlskoga. Mellan 2018 och 2021 spelade han för KRIF Hockey innan han anslöt till Tranås AIF, som han spelade för fram till 2024.

## Karriär
Brissle påbörjade sin ishockeykarriär i Linköping HC. Säsongen 2013/14 tog han ett SM-silver med föreningens J18-lag och var en av lagets två främsta poängplockare. Säsongen därpå spelade han för LHC J20 och vann den interna assistligan (24 assist på 45 matcher) när laget tog ett SM-brons. Den 27 oktober 2015 debuterade Brissle med Linköpings A-lag i SHL. Två dagar senare, i sin andra A-lagsmatch, gjorde han sin första poäng i SHL då han assisterade till ett mål i en 2–1-seger mot Djurgårdens IF. Den 14 november samma år gjorde han sitt första SHL-mål då Linköping föll mot Växjö Lakers med 2–3. I mitten av december 2015 meddelades det att Brissle lånats ut till IF Sundsvall Hockey i Hockeyallsvenskan. I sin tredje match för laget noterades Brissle för sin första poäng och sitt första mål i Hockeyallsvenskan, mot Frans Tuohimaa, när Leksand besegrade Sundsvall med 8–3.
I början av juni 2016 meddelades det att Brissle skrivit på ett avtal med Visby/Roma HK i Hockeyettan. Den 16 september samma år spelade han sin första match i Hockeyettan, och sin första match för Visby/Roma då Hammarby IF besegrades med 2–1. Brissle noterades för sin första poäng i klubben då han assisterade till det matchavgörande målet. Två dagar senare gjorde han sitt första mål i Hockeyettan då han fastställde slutresultatet 3–0 i ett returmöte mot Hammarby. På 40 grundseriematcher stod han för 19 poäng (sju mål, tolv assist). I juni 2017 skrev Brissle på ett tvåårskontrakt med BIK Karlskoga i Hockeyallsvenskan. På en träning, under försäsongen, skadade han båtbenet i sin ena hand och missade därför en stor del av säsongen. Den 8 december 2017 gjorde Brissle sin första match i Hockeyallsvenskan för BIK Karlskoga. Dessförinnan var han utlånad i två matcher till Grums IK i Hockeyettan, och efter att ha spelat två matcher för BIK meddelades det i slutet av december 2017 att Brissle lånats ut till Visby/Roma för återstoden av säsongen.
I slutet av maj 2018 tillkännagav KRIF Hockey i Hockeyettan att man skrivit ett avtal med Brissle. Den 26 maj 2019 meddelades det att Brissle förlängt avtalet med KRIF med ytterligare en säsong. Därefter gjorde han sin poängmässigt bästa säsong i Hockeyettan dittills. På 40 matcher noterades han för 30 poäng, varav sju mål, och slutade på tredje plats i lagets interna poängliga. Efter ytterligare en säsong med KRIF meddelades det den 12 maj 2021 att Brissle lämnat klubben för spel med Tranås AIF. De två följande säsongerna sjönk Brissles poängproduktion. Säsongen 2022/23 misslyckades laget att ta sig till play off sedan man slutat på näst sista plats i Allettan Södra.
Den 29 juni 2023 stod det klart att Brissle förlängt sitt avtal med ytterligare ett år med Tranås AIF. Han gjorde sin målmässigt bästa säsong i karriären 2023/24 då han på 36 grundseriematcher stod för 14 mål och totalt 23 poäng. Tranås tog sig till final i Hockeyettans slutspel inför kvalserien till Hockeyallsvenskan, där man dock föll mot Hudiksvalls HC med 3–2 i matcher.

## Statistik
| 2015–16                  | Linköping HC             | SHL                      | 10  | 2  | 1   | 3   | 2  | —  | — | —  | —  | —  |
| 2015–16                  | IF Sundsvall Hockey      | HA                       | 10  | 1  | 0   | 1   | 0  | —  | — | —  | —  | —  |
| 2016–17                  | Visby/Roma HK            | Div. 1                   | 40  | 7  | 12  | 19  | 18 | 15 | 3 | 4  | 7  | 4  |
| 2017–18                  | BIK Karlskoga            | HA                       | 2   | 0  | 0   | 0   | 0  | —  | — | —  | —  | —  |
| 2017–18                  | Grums IK                 | Div. 1                   | 2   | 0  | 0   | 0   | 0  | —  | — | —  | —  | —  |
| 2017–18                  | Visby/Roma HK            | Div. 1                   | 18  | 4  | 8   | 12  | 6  | 7  | 1 | 6  | 7  | 6  |
| 2018–19                  | KRIF Hockey              | Div. 1                   | 40  | 6  | 14  | 20  | 8  | 2  | 0 | 0  | 0  | 0  |
| 2019–20                  | KRIF Hockey              | Div. 1                   | 40  | 7  | 23  | 30  | 6  | 3  | 1 | 0  | 1  | 0  |
| 2020–21                  | KRIF Hockey              | Div. 1                   | 40  | 2  | 18  | 20  | 4  | 6  | 0 | 0  | 0  | 0  |
| 2021–22                  | Tranås AIF               | Div. 1                   | 36  | 6  | 12  | 18  | 8  | 3  | 0 | 1  | 1  | 0  |
| 2022–23                  | Tranås AIF               | Div. 1                   | 36  | 4  | 11  | 15  | 4  | —  | — | —  | —  | —  |
| 2023–24                  | Tranås AIF               | Div. 1                   | 36  | 14 | 9   | 23  | 6  | 10 | 2 | 3  | 5  | 4  |
| Division 1 totalt        | Division 1 totalt        | Division 1 totalt        | 288 | 50 | 107 | 142 | 56 | 46 | 7 | 14 | 21 | 14 |
| Hockeyallsvenskan totalt | Hockeyallsvenskan totalt | Hockeyallsvenskan totalt | 12  | 1  | 0   | 1   | 0  | —  | — | —  | —  | —  |
| SHL totalt               | SHL totalt               | SHL totalt               | 10  | 2  | 1   | 3   | 2  | —  | — | —  | —  | —  |